# Azpeytia maculata
Azpeytia maculata är en tvåvingeart som beskrevs av Tokuichi Shiraki 1930. Azpeytia maculata ingår i släktet Azpeytia och familjen blomflugor. Inga underarter finns listade i Catalogue of Life.